# Digestive Toleranz
Die digestive Toleranz benennt die körperliche Verträglichkeit bei der Verdauung eines Stoffes.
Eine hohe digestive Toleranz für etwas zu haben bedeutet, dass man relativ viel davon zu sich nehmen kann, ohne (in der Regel) Verdauungsprobleme zu bekommen, seien es Blähungen oder Durchfall etc.
Als Beispiel könnte man hier die Ersatzzuckerarten anführen.
Erythrit z. B. bietet gegenüber anderen Zuckeralkoholen wie Sorbit, Maltit, Lactit und Isomalt den Vorteil einer besonders hohen digestiven Toleranz (ca. 1 g/kg Körpergewicht). Da Erythrit schon zu 90 Prozent über den Dünndarm aufgenommen und über die Nieren ausgeschieden wird, sind die sonst für Zuckeralkohole üblichen Nebenwirkungen wie Blähungen und Durchfall stark vermindert, allerdings auch nicht ganz ausgeschlossen.